# 540 (szám)
Az 540 (római számmal: DXL) egy természetes szám.

## A szám a matematikában
A tízes számrendszerbeli 540-es a kettes számrendszerben 1000011100, a nyolcas számrendszerben 1034, a tizenhatos számrendszerben 21C alakban írható fel.
Az 540 páros szám, összetett szám, kanonikus alakban a 22 · 33 · 51 szorzattal, normálalakban az 5,4 · 102 szorzattal írható fel. Huszonnégy osztója van a természetes számok halmazán, ezek növekvő sorrendben: 1, 2, 3, 4, 5, 6, 9, 10, 12, 15, 18, 20, 27, 30, 36, 45, 54, 60, 90, 108, 135, 180, 270 és 540.
Hétszögszám. Tízszögszám. Huszonegyszögszám.
Erősen bővelkedő szám: osztóinak összege nagyobb, mint bármely nála kisebb pozitív egész szám osztóinak összege.
Érinthetetlen szám: nem áll elő pozitív egész számok valódiosztóösszeg-függvényeként.
Az 540 négyzete 291 600, köbe 157 464 000, négyzetgyöke 23,23790, köbgyöke 8,14325, reciproka 0,0018519. Az 540 egység sugarú kör kerülete 3392,92007 egység, területe 916 088,41779 területegység; az 540 egység sugarú gömb térfogata 659 583 660,8 térfogategység.